# 特別行動組 (澳門)
特別行動組（綽號飛虎隊；葡萄牙文：Grupo de Operações Especiais， 縮寫：GOE 英文：Special Operations Group），於1993年8月6日成立，現時隸屬於澳門特別行政區政府治安警察局特警隊，為澳門的特種警察部隊，主要責任為支援拘捕行動、應付重型武裝罪犯、拯救人質、反恐、要員保護、水底搜索及執行特別行動等。

## 組織
- 特別行動組
  - 突擊小組
  - 狙擊小組
  - 爆破小組
  - 水上突擊小組，俗稱水鬼隊。

## 歷史
1993年2月，治安警察廳舉辦第一期澳門特別行動組培訓課程，由4名葡萄牙特別行動組教官團隊遠赴澳門負責培訓，由治安警察廳警司Jose Rodrigues協助；於同年8月6日，由保安政務司主持結業典禮，特別行動組正式成立，有27名人員。
2001年，特別行動組獲得澳門特別行政區政府授予英勇獎章。
2005年6月14日上午10時許，特別行動組發生成立以來首次嚴重意外，一名副警長於路環訓練場進行射擊練習時，意外頸部中了流彈，情況危殆，隨即被送往山頂醫院接受搶救，延至17日傍晩7时許宣佈殉職。保安司司長辦公室公布對事件表示高度重視，表示將會對屬下各機構及部隊的訓練設施及安全措施進行全面性的檢討及完善。

## 遴選訓練
投考加入特別行動組的遴選包括體能，心理測驗，面試，決定性測試 ，而基本體能要求為於1分鐘內完成79次仰臥起坐及12分鐘內完成3,300米跑步等，但實際體能要求極少公開。
特別行動組的訓練方式源於葡萄牙特別行動組，當中包括了知名的對射，即組員站立於射靶旁，與其他組員進行對射。此外，特別行動組經常會派遣人員遠赴葡萄牙，進行交流以至聯合訓練。

## 裝備
下列為不完全的裝備紀錄。

### 個人裝備

#### 通訊器材
- 強力望遠鏡
- 金屬探測器
- 無線電
- PTT
  -  Invisio V60

#### 防暴裝備
- 作戰服
  -  UFPRO Striker XT Gen 2 Combat Shirt and P-40 Classic Gen 2 Tactical Pants 
    - Black
- 阻燃巴拉克拉瓦頭套
- 防彈盔
  -  M88 PASGT（已退役）
  -  MICH-2000
  -  Team Wendy Exfil Ballistic
  -  ULBRICHTS high cut helmet
  -  固固防彈頭盔定制版 (仿Wendy)
- 防爆風鏡
  -  Pyramex I-Force Slim
- 抗噪耳機
  -  MSA Sordin
  -  EARMOR M33
- 防毒面具
- 戰術背心
- 攜板背心
  -  GEAR INDUSTRIES  GPC-A1 Plate Carrier
  -  固固射手快拆經典系列防彈衣
- 護膝
- 戰術靴
- 防彈盾

#### 特殊裝備
- 警棍
- 戰術電筒
- 破門鐵鎚
- 閃光彈
- 煙霧彈
- 震眩彈（或稱震攝彈、震撼彈和盲襲彈）
- 催淚彈
- 定向炸藥

### 個人武器
| 型號                  | 類型         | 產地           |
| --------------------- | ------------ | -------------- |
| 法德魯防暴槍          | 低殺傷力武器 | 美国           |
| 球彈槍                | 低殺傷力武器 | 法國           |
| 格洛克19              | 半自動手槍   | 奥地利         |
| SIG Sauer P226        | 半自動手槍   | 德国           |
| SIG Sauer P228        | 半自動手槍   | 德国           |
| HK MP5                | 衝鋒槍       | 德国           |
| B&T MP9               | 衝鋒槍       | 瑞士           |
| 雷明登870泵動式霰彈槍 | 霰彈槍       | 美国           |
| 弗蘭基SPAS-15         | 霰彈槍       | 義大利         |
| SIG 551               | 步槍         | 瑞士           |
| SIG 552               | 步槍         | 瑞士           |
| SIG SSG 3000          | 步槍         | 瑞士           |
| HK G36KV              | 步槍         | 德国           |
| HK G36CV              | 步槍         | 德国           |
| HK PSG1               | 步槍         | 德国           |
| CS/LR4A               | 步槍         | 中华人民共和国 |

### 個人裝備
- 胡椒噴霧
- 伸縮警棍
- 通信機
- 急救包
- 電筒

### 運輸工具
- Land Rover 戰術梯車
- 三菱防彈四驅吉普車
- 四輪驅，至少1輛，擁有大型防撞捍及車頂梯等。
- 戰術截擊車，至少1輛，擁有大型防撞捍及車頂梯等。
- 攻擊快艇[6]

## 已知行動紀錄
由於特別行動組屬於高度機密的部門，因此，絕大部分的行動均不被傳媒發現、報道或被公眾得悉。以下為不完全紀錄：
- 綁架華年達案

## 軼事
2004年，澳門行政長官何厚鏵參觀保安隊員表演時，警察總局長白英偉及治安警察局代局長李小平為了表示對特別行動組的信心，曾經親自進入殺人屋充任在訓練項目中的「人質」角色。

## 相關參見
- 特別巡邏組
- 反恐特勤隊
- 特別任務連（香港）
- 特別行動組（葡萄牙）
- 保護重要人物及設施組
- 防暴隊 (澳門)

## 外部連結

### 新聞片段
- 澳門飛虎隊真實對射訓練示範片段 （页面存档备份，存于）